# Jack Sikma
Jack Wayne Sikma (* 14. November 1955 in Kankakee, Illinois) ist ein ehemaliger US-amerikanischer Basketballspieler. Während seiner aktiven Zeit zwischen 1977 und 1991 galt Sikma als einer der besten Centerspieler der NBA. Sein Sohn Luke Sikma ist ebenfalls Basketballspieler. Sikma wurde 2019 als Spieler in die Naismith Memorial Basketball Hall of Fame aufgenommen.

## Karriere
Jack Sikma wurde im NBA-Draft 1977 von den Seattle SuperSonics an 8. Stelle ausgewählt. Seine Rookie-Saison schloss Sikma mit 10,7 Punkten und 8,3 Rebounds ab. Die NBA berief ihn daraufhin ins NBA All-Rookie Team. Im Jahr darauf steigerte sich der Center und erzielte 15,7 Punkte sowie 12,4 Rebounds pro Spiel. Er wurde ebenfalls in das NBA All-Star Game berufen und gewann mit den Sonics die NBA-Meisterschaft. Sikma spielte bis 1986 für die Sonics. In dieser Zeit folgten sechs weitere Berufungen für das All-Star Game.
Ab der Saison 1986–87 spielte Sikma für die Milwaukee Bucks. In dieser Zeit ließen seine statistischen Werte nach, dennoch galt er als solider NBA-Center. Während der Saison 1987–88 traf Sikma 92,2 % seiner Freiwürfe, was für einen Center sehr ungewöhnlich ist und für jene Spielzeit einen ligaweiten Bestwert darstellte. Seine durchschnittliche Freiwurf-Trefferquote in der NBA liegt bei 84,9 %. Unter ähnlich groß gewachsenen Spielern (über 2,10 m) weist in der NBA-Geschichte nur Dirk Nowitzki eine noch höhere Quote auf.
1991 beendete Sikma seine Karriere bei den Bucks. Während seiner 14-jährigen NBA-Karriere verbuchte Sikma 15,9 Punkte sowie 9,8 Rebounds pro Spiel.
Nach seiner Karriere arbeitete Sikma als Assistenztrainer bei den Supersonics und Houston Rockets. Die Sonics zogen zu seinen Ehren seine Trikotnummer 43 zurück.